# هربرت هوباین
هربرت هوباین (آلمانی: Herbert Hobein; ۲۵ دسامبر ۱۹۰۶ – ۱۶ دسامبر ۱۹۹۱) بازیکن هاکی روی چمن اهل آلمان بود.